# Wiesław Różycki
Wiesław Andrzej Różycki (ur. 2 kwietnia 1953 w Rzeszowie, zm. 12 września 2020 w m. Rovinj) – polski menedżer, polityk, były wicewojewoda rzeszowski i podkarpacki.

## Życiorys
Ukończył studia z zakresu socjologii na Uniwersytecie Jagiellońskim. Zajmował różne stanowiska kierownicze w spółkach prawa handlowego.
W rządzie Jerzego Buzka z rekomendacji Unii Wolności został wicewojewodą rzeszowskim. Po reformie administracyjnej do 2001 był pierwszym wicewojewodą podkarpackim. Należał do UW i następnie do Partii Demokratycznej, kandydował bez powodzenia do Sejmu m.in. w wyborach parlamentarnych w 2001 i 2005.
W 2009 został prezesem zarządu spółki z o.o. z branży budowlanej, członkiem rady nadzorczej spółki akcyjnej Lubelski Węgiel „Bogdanka”, a także prezesem Sportowej Spółki Akcyjnej Speedway Stal Rzeszów. Rok później kandydował do sejmiku podkarpackiego z ramienia PO.
Odznaczony Złotym Krzyżem Zasługi (2005).